# Ko Un
Đây là một tên người Triều Tiên, họ là Cao.
Ko Un -고은 (1 tháng 8 năm 1933), là một nhà thơ Hàn Quốc.

## Tiểu sử
Ko Un, tên khai sinh là Ko Untae sinh ngày 1 tháng 8 năm 1933, là con cả trong một gia đình nông dân ở Gunsan, tỉnh Bắc Jeolla. Giữa thời kỳ dưới ách thống trị của Nhật, văn hóa Triều Tiên bị đàn áp, ông nội Ko Un dạy ông đọc viết tiếng Triều Tiên, lên 8 tuổi ông cũng học chữ Hán. Năm 12 tuổi, tình cờ Ko Un thấy một cuốn thơ của Han Ha-un, một nhà thơ du mục mắc bệnh phong, ông đã rất ấn tượng và bắt đầu viết thơ.
Năm 1950, khi nội chiến 2 miền diễn ra, Ko Un vẫn là một cậu thiếu niên học tại trường Trung học Gunsan. Nhiều bạn bè và người thân của ông bỏ mạng, ông bất đắc dĩ trở thành người đào mồ. Ông đau thương đến độ tự đổ axit vào tai mình để đỡ phải nghe những âm thanh của cuộc chiến khiến cho một tai ông bị điếc. Đến năm 1952, Ko Un quyết định xuất gia và sống cuộc đời tu hành trong 10 năm. Trong thời gian ấy, ông xuất bản tuyển tập thơ đầu tiên 피안감성 (Dẫn hướng cảm xúc) năm 1960 và tiểu thuyết đầu tay 피안앵 năm 1961. Sau đó ông hoàn tục. Từ năm 1963 đến năm 1966, ông sống trên đảo Jeju, tại đây ông dựng một ngôi trường từ thiện. Sau đó ông chuyển về Seoul nhưng mắc chứng nghiện rượu và đời sống không được thanh thản. Năm 1970 ông đã cố thử vào tù.
Một sự tình cờ khác đã thay đổi cuộc sống tiêu cực lúc bấy giờ, Ko Un vô tình đọc được một bài báo về Jeon Tae-il, một công nhân ngành dệt đã đứng lên đấu tranh vì quyền lợi công nhân. Được truyền cảm hứng bởi hành động vị tha ấy, ông đã chuyển hướng tham gia các hoạt động xã hội.
Sau khi chính phủ Hàn Quốc cố gắng đàn áp dân chủ bằng cách đưa ra Hiến pháp Yusin vào cuối năm 1972, ông đã trở nên rất tích cực trong phong trào dân chủ và lãnh đạo các nỗ lực cải thiện tình hình chính trị. Năm 1974, ông thành lập Hội Nhà văn vì Tự do Thực tế và cùng năm đó trở thành đại diện của Hiệp hội Quốc gia Phục hồi Dân chủ. Năm 1978, ông trở thành phó chủ tịch Hiệp hội Nhân quyền Hàn Quốc, và phó chủ tịch Hiệp hội Thống nhất Quốc gia năm 1979.
Vì những hoạt động này, Ông đã bị tống vào tù ba lần, bị đánh đập và tra tấn. Một trong những vụ đánh đập năm 1979 đã làm suy giảm thêm khả năng nghe của ông. Vào tháng 5 năm 1980, trong cuộc đảo chính do Chun Doo-hwan lãnh đạo, ông bị buộc tội phản quốc và bị kết án hai mươi năm tù, nhưng sau đó ông được thả ra vào tháng 8 năm 1982 theo quyết định ân xá chung. Cuộc sống của ông trở lên bình lặng hơn và vào năm 1983, Ko Un kết hôn với Sang-Wha Lee, giáo sư Văn học Anh,bà đã trở thành đồng dịch giả của một số cuốn sách của ông.
Ko Un từng đến Việt Nam một vài lần, lần đầu năm 1969, ông đến Sài Gòn với tư cách là người của chính quyền Park Chung Hee. Lần thứ 2 là tại Hà Nội, tháng 10-2010, phát biểu trong buổi giới thiệu tuyển tập thơ Bài hát ngày mai. Lần thứ 3 là 5/12 tại Hội Nhà văn Việt Nam (số 9 Nguyễn Đình Chiểu, Hà Nội), nhân dịp ra mắt tập thơ Vạn đời người.

## Giải thưởng
- 1974, 1987 년 한국문학작가상 Giải thưởng văn chương Hàn Quốc
- 1988년 만해문학상(시집 《만인보》 Giải thưởng văn chương 만인보
- 1991년 중앙문화대상 Giải thưởng văn hóa Trung ương
- 1993 Giải thưởng văn học Daesan
- 1998 Giải thưởng Manhae dành cho thi ca
- 2002년 은관문화훈장(2등급) Huân chương văn hóa Eungwan
- 2004 Giải thưởng Danjae
- 2005년 노르웨이 국제문학제 비에른손 훈장 Huy chương Bierners tại liên hoan văn chương quốc tế Na Uy
- 2006년 스웨덴 시카다상 Giải thưởng văn chương Thụy Điển cho nhà thơ Đông Á
- 2007년 제5회 영랑시문학상 Giải thưởng thơ thành phố Yeongrang
- 2008 Giải thưởng thơ thành tựu trọn đời Griffin
- 2008 Giải thưởng nghệ thuật của chính phủ Đại Hàn Dân Quốc
- 2014년 황금화관상 Giải thưởng văn chương quốc tế NordSud